# Semaeopus eublemmaria
Semaeopus eublemmaria là một loài bướm đêm trong họ Geometridae.